# Tom Johnston

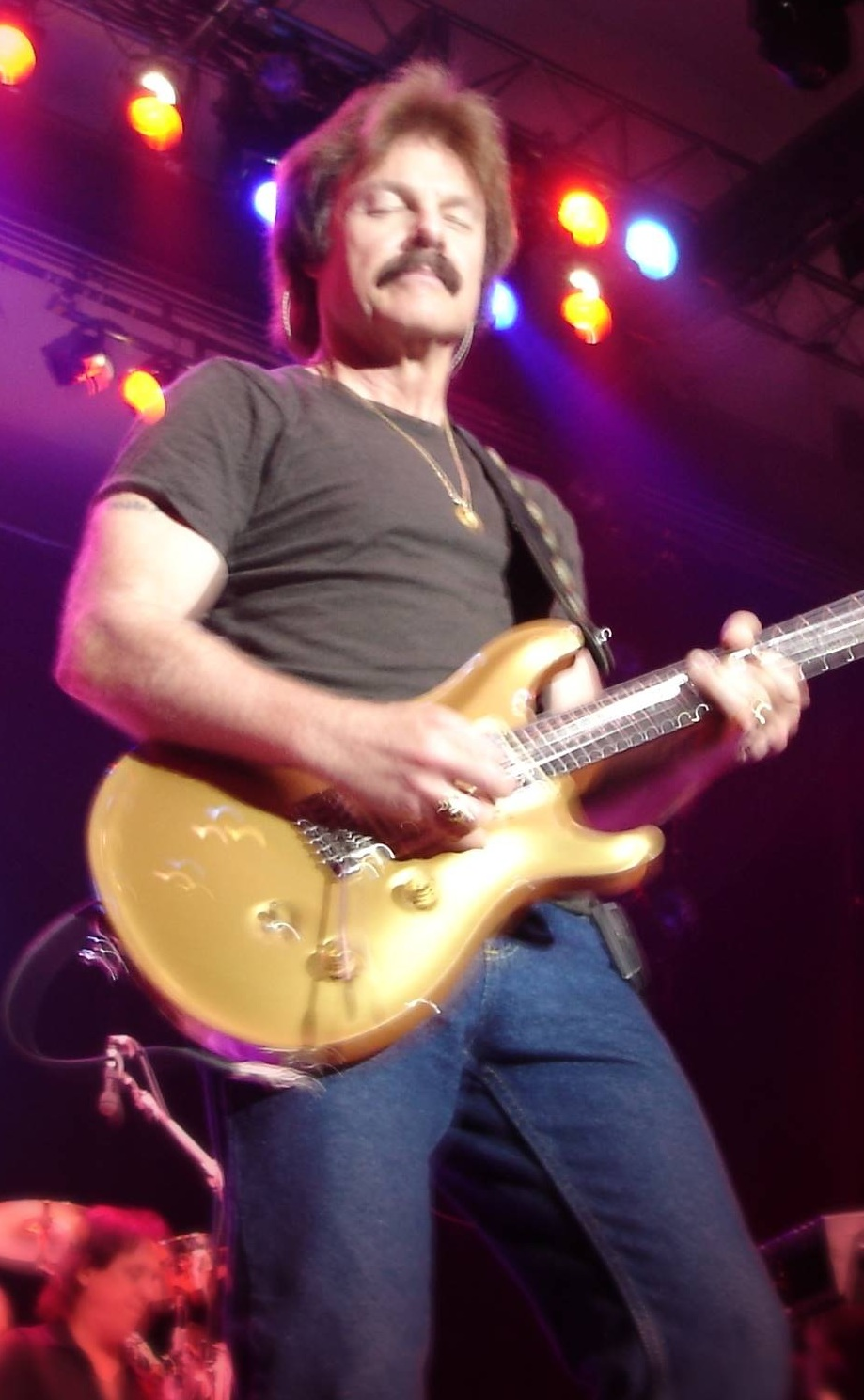
Tom Johnston (2005)

Tom Johnston (eigentlich Charles Thomas Johnston, * 15. August 1948 in Visalia, Kalifornien) ist ein US-amerikanischer Rocksänger und -gitarrist, der vor allem als Mitglied der Doobie Brothers bekannt wurde.

## Karriere
Johnston begann schon früh sich für Rhythm and Blues zu interessieren. Als er im Alter von zwölf Jahren eine Gitarre bekam, probierte er sich zunächst vor allem an Liedern von James Brown, Little Richard und Bo Diddley. Als Teenager spielte er dann in verschiedenen Blues- und Soulbands. Als er später in San José ein College besuchte, lernte er Skip Spence kennen, der zu dieser Zeit als Schlagzeuger bei Jefferson Airplane spielte. Er war es auch, der Johnston mit John Hartman bekannt machte.
1969 gründeten Johnston, Hartman und Gregg Murph gemeinsam die Band Pud, die sich im Folgejahr in The Doobie Brothers umbenannte. Johnston betätigte sich auch als Songwriter, so stammen unter anderem die Hits Listen to the Music und Rockin’ Down the Highway aus seiner Feder. 1975 erkrankte er kurzzeitig und konnte so an einer Tour nicht teilnehmen. Als Ersatz wurde Michael McDonald angeheuert, durch dessen Einfluss sich der Stil der Band änderte. Johnston, dem diese Änderungen nicht gefielen, verließ The Doobie Brothers Ende 1977.
1979 erschien bei Warner Brothers Records sein erstes Soloalbum Everything You’ve Heard Is True, gefolgt von Still Feels Good 1981. Keines der beiden hatte größeren kommerziellen Erfolg und 1988 kehrte Johnston zu den Doobie Brothers zurück, die McDonald inzwischen wieder verlassen hatte. 1989 schrieb Johnston dann The Doctor, das der erste Top-10-Hit der Band seit 1980 wurde.

## Diskografie

### Studioalben
| Jahr | Titel                           | Höchstplatzierung, Gesamtwochen, AuszeichnungChartsChartplatzierungen (Jahr, Titel, Platzierungen, Wochen, Auszeichnungen, Anmerkungen) | Anmerkungen                         |
| Jahr | Titel                           | US | Anmerkungen                         |
| ---- | ------------------------------- | --- | ----------------------------------- |
| 1979 | Everything You’ve Heard Is True | US100 (13 Wo.)US | Erstveröffentlichung: November 1979 |
| 1981 | Still Feels Good                | US158 (7 Wo.)US | Erstveröffentlichung: Juni 1981     |

### Singles
| Jahr | Titel Album                                     | Höchstplatzierung, Gesamtwochen, AuszeichnungChartsChartplatzierungen (Jahr, Titel, Album, Platzierungen, Wochen, Auszeichnungen, Anmerkungen) | Anmerkungen                         |
| Jahr | Titel Album                                     | US | Anmerkungen                         |
| ---- | ----------------------------------------------- | --- | ----------------------------------- |
| 1979 | Savannah Nights Everything You’ve Heard Is True | US34 (12 Wo.)US | Erstveröffentlichung: November 1979 |